# Halil Güveniş
Halil Güveniş (* 15. November 1950 in Istanbul) ist ein deutschsprachiger Lyriker und Essayist, der in Istanbul lebt und arbeitet.
Güvenis lebte über zwanzig Jahre in Deutschland. Von 1969 bis 1977 studierte er Physik in Tübingen. Danach arbeitete er als Übersetzer. 1989 kehrte er in die Türkei zurück. Erst danach beginnt seine Veröffentlichungstätigkeit als Schriftsteller in Deutschland.
Güveniş legte 2007 mit Der Weg der Liebe „Essays und Gedichte zur Lebensgeschichte von Yunus Emre, Werther, Faust und Swedenborg“ vor. 2008 publizierte er Ein heiterer Refrain auf meinen Lippen unter anderem mit Gedichten, die er bereits zwischen 1983 und 1987 geschrieben hatte. Lösung der Klimakrise im Rahmen der Zusammenbruchskrise des Kapitalismus erschien 2011.

## Schriften
- 2007: Der Weg der Liebe. Essays und Gedichte zur Lebensgeschichte von Yunus Emre, Werther, Faust und Swedenborg. Maurer-Verlag, 2007, ISBN 978-3-929345-29-2.
- 2008: Ein heiterer Refrain auf meinen Lippen. Deutsch-türkische Gedichte. Maurer-Verlag, Freiburg im Breisgau 2008, ISBN 978-3-929345-42-1.
- 2011: Lösung der Klimakrise im Rahmen der Zusammenbruchskrise des Kapitalismus. (236 Seiten) Shaker-Verlag, Herzogenrath bei Aachen 2011, ISBN 978-3-8322-9943-9.
- 2016: Die Epochen und Perioden der kapitalistischen Entwicklung. Essay in Deutsch, The General Science Journal, 2016.[1]
- 2017: Kritische Aufarbeitung der Marxschen Darstellung der kapitalistischen Produktionsweise. Essay in Deutsch, The General Science Journal, 2017.[2]
- 2017: Darstellung der historischen Entwicklung der Jäger- und Sammlergesellschaft. Essay in Deutsch, The General Science Journal, 2017.[3]
- 2025: Dialektik der Menschengesellschaft – nach der historisch-empirischen Forschungsmethode vom Konkreten zum Abstrakten abzusteigen. BoD-Verlag, Norderstedt 2025, ISBN 978-3-7597-8436-0.

## Belege
1. ↑  Güvenis 2016 – Lesen bei gsjournal.net – ... kapitalistische Entwicklung.
2. ↑  Güvenis 2017a – Lesen bei gsjournal.net – ...kapitalistische Produktionsweise.
3. ↑  Güvenis 2017b – Lesen bei gsjournal.net – ...Jäger- und Sammlergesellschaft.

| Personendaten    | Personendaten                          |
| ---------------- | -------------------------------------- |
| NAME             | Güveniş, Halil                         |
| KURZBESCHREIBUNG | deutschsprachiger Lyriker und Essayist |
| GEBURTSDATUM     | 15. November 1950                      |
| GEBURTSORT       | Istanbul                               |